# David II de Etiopía
Lebna Dengel, conocido también como Dawit II (1501 - 2 de septiembre de 1540) fue Emperador de Etiopía entre 1508 y 1540, y miembro de la Dinastía salomónica. Fue hijo del Emperador Na'od y la reina Na'od Mogasa. Comenzó su reinado cuando aun era un niño, por lo que durante años gobernó en su lugar como regente la princesa Elena, una musulmana convertida al cristianismo. 